# A Igreja de Jesus Cristo dos Santos dos Últimos Dias no Canadá
A Igreja de Jesus Cristo dos Santos dos Últimos Dias foi estabelecida no Canadá nos primórdios da organização da Igreja, por volta de 1838. Grande parte dessa associação deve-se à Guerra Mórmon, ocorrida nos Estados Unidos no mesmo ano.

## Alberta

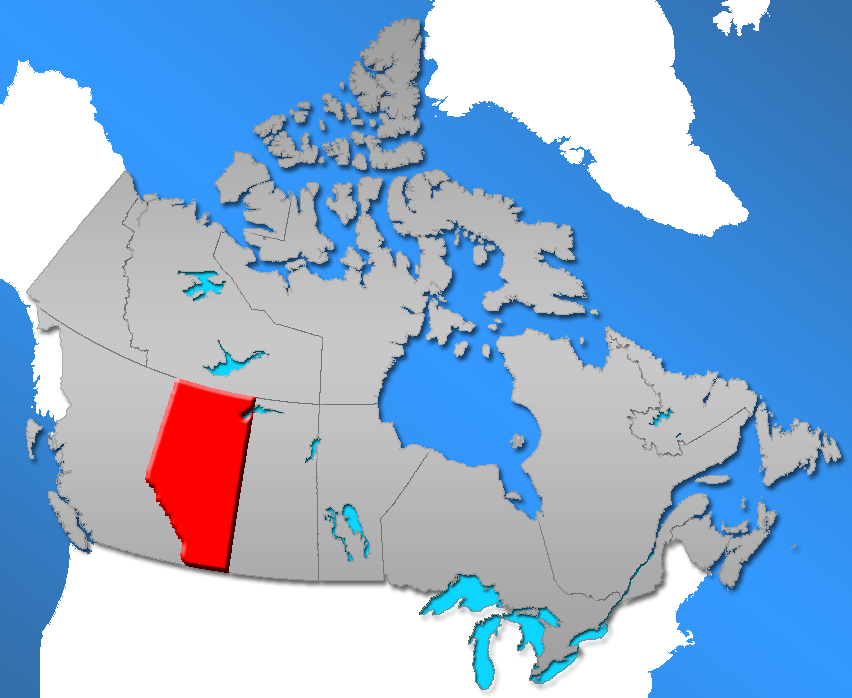
Localização da província de Alberta, no Canadá.

### História
A província de Alberta foi uma das primeiras províncias canadenses a receber os membros de A Igreja de Jesus Cristo dos Santos dos Últimos Dias. Em 1883, Os Santos dos Últimos Dias ajudaram a colocar uma faixa para o Canadian Pacific Railway e assim se familiarizaram com Alberta. Em 1886, um líder da igreja de Utah decidiu que os membros da Igreja deveriam explorar religiosamente a Alberta, à procura de um local adequado para a colonização no Canadá. Em março de 1887, ele deixou o país com uma pequena comunidade mórmon, chegou ao Creek Lee's em 3 de junho e começou uma colonização que mais tarde resultou na fundação da cidade de Cardston. The Ward Cardston (a primeira congregação mórmon na província) foi organizada em 1888. Outros membros da Igreja que viviam em Utah emigraram para o território. Vários locais da província foram ocupados, como Mountain View, Aetna, Beazer, Leavitt, Kimball, Caldwell, Taylorville, Magrath, Stirling e, após a virada do século, os Santos dos Últimos Dias ocuparam também outras terras como Woolford, Orton, Raymond, Barnwell, Welling, Taber, Frankburg, Glenwood, e Spring Hill.
A primeira estaca em Alberta, chamada de The Stake Alberta (semelhante a uma diocese) foi criada em 1895, sob a participação de John Taylor, e em 1903, sob a participação de Lethbridge. Em 1914, mais de 10.000 Santos dos Últimos Dias vivia nos arredores. Em 1913, foi realizado a "abertura de terra" para a construção do primeiro templo mórmon em Alberta, na cidade de Edmonton. O Templo de Edmonton, após concluído, foi dedicado em 1923.

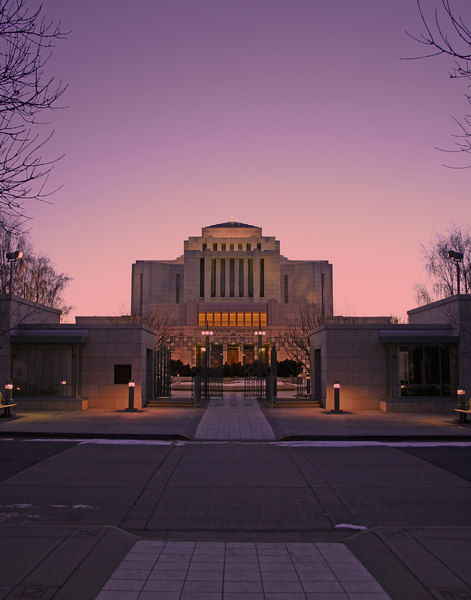
Templo de Cardston. Este foi o primeiro templo mórmon construído fora dos Estados Unidos.

Em 1935, dois membros da Igreja foram eleitos como membros da Assembleia Legislativa de Alberta. Nathan Eldon Tanner e Solon Baixo foram ambos nomeados para cargos de gabinete provincial, e sua família se mudou para Edmonton. Eldon Tanner serviu como presidente da Câmara, Ministro de Terras e Florestas e Ministro de Minas e Minerais.
Em 1941, Edmonton foi escolhida para ser a sede da Missão Canadá Oeste. A Missão abrangeu partes da Colúmbia Britânica, Alberta e Saskatchewan. No início de 1960, Edmonton deixou de ser a sede da missão, que se mudou para Calgary. Em julho de 1998, a Missão Canadá Edmonton foi criada.
O Templo de Cardston, localizado na província, foi o primeiro templo mórmon a ser construído fora dos Estados Unidos. Há também, o Templo de Edmonton, que foi reinaugurado e rededicado em dezembro de 1999. Em 4 de outubro de 2008 foi anunciado a construção do Templo de Calgary, sendo o terceiro templo mórmon em Alberta

### Atualidade
Em Alberta vivem 178.102 Santos dos Últimos Dias (73.630 vivem em áreas rurais de Alberta). A província possui um templo (Templo de Edmonton), duas Missões, 209 alas e ramos, 51 Estacas e Distritos e 35 Centros de História da Família.

### Templos
- O Templo de Cardston é o 8º templo construído pela Igreja e o 6º em número de funcionamento. É o mais antigo templo mórmon em funcionamento fora dos Estados Unidos. É um dos nove templos da Igreja que não possuem uma estátua do Anjo Morôni, e um dos três sem agulhas, similar ao Templo de Salomão. Os outros dois são o Templo de Laie e o Templo de Mesa. O templo foi anunciado em 27 de junho de 1913 e foi construído no Monte do Templo, uma área de oito acres dada à igreja por Charles Ora Card. O granito utilizado na construção do templo foi escavado na Columbia Britânica. Inicialmente dedicado em 26 de agosto de 1923, pelo Presidente da Igreja, na época, Heber J. Grant, foi dedicado novamente em 2 de julho de 1962 por Hugh B. Brown. O templo foi renovado em 1990 e Gordon B. Hinckley dedicou-o novamente em 22 de junho de 1991.

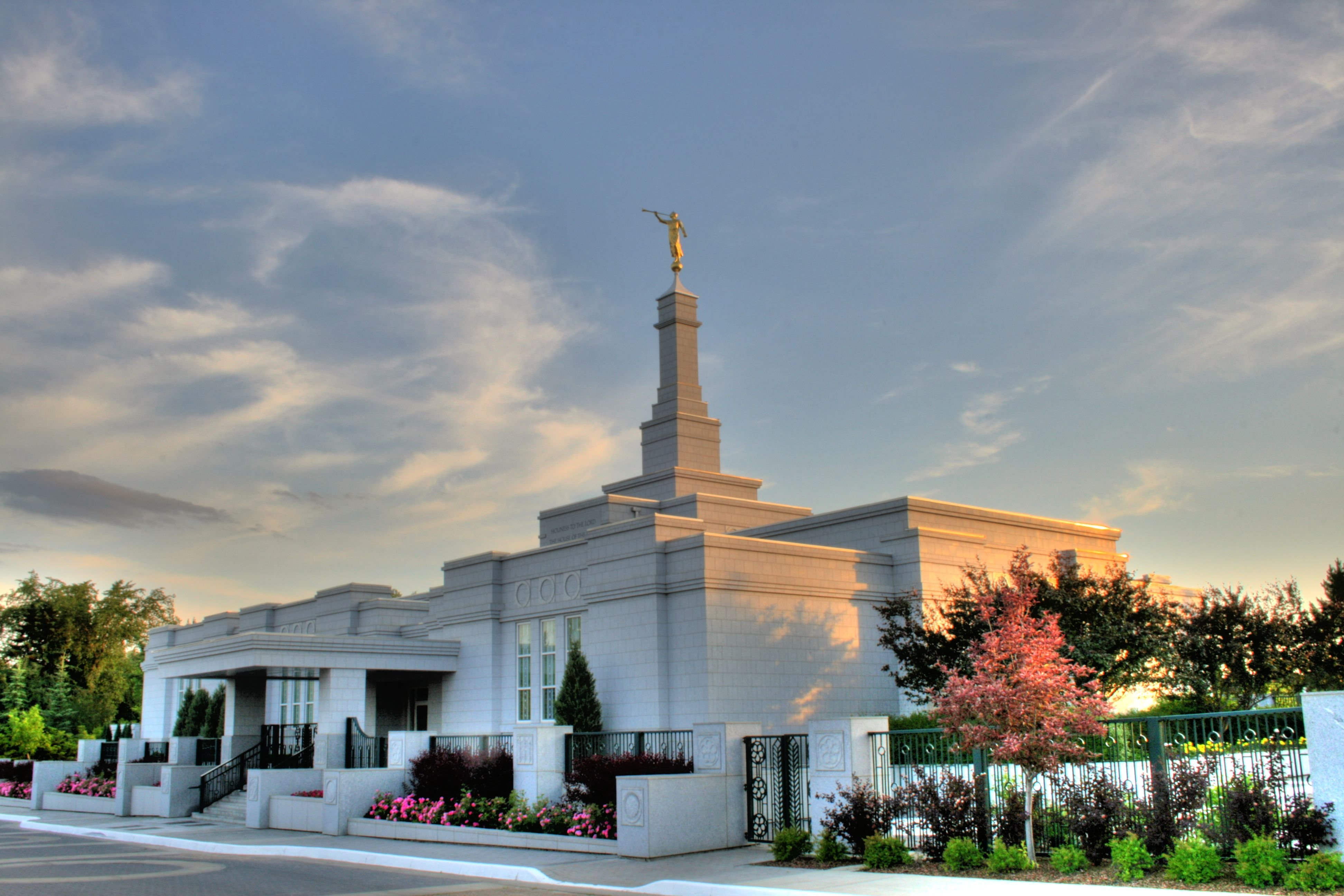
Templo de Edmonton.

- Templo de Edmonton
- Templo de Calgary

## Manitoba

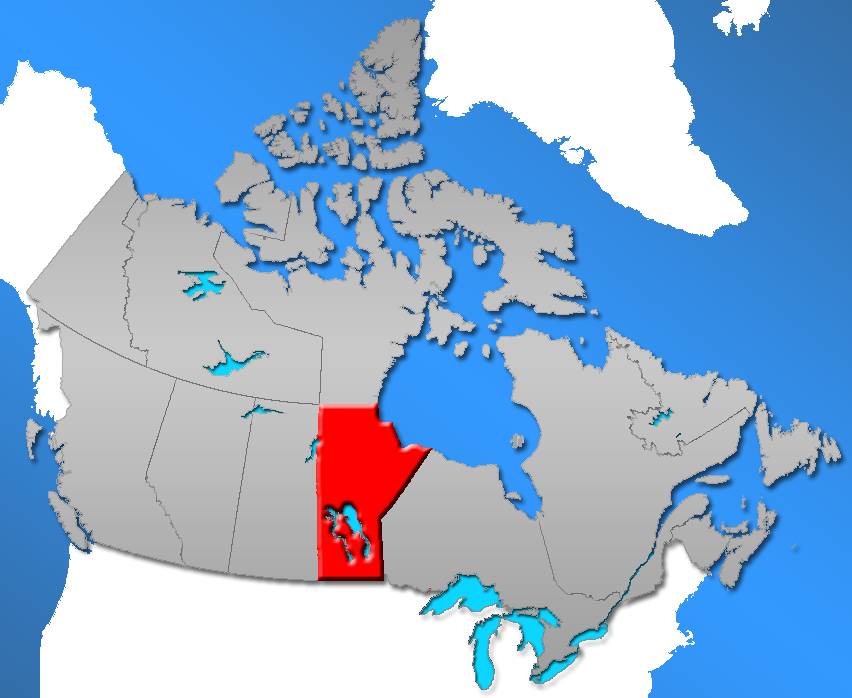
Localização da província de Manitoba no Canadá.

### História
A Igreja de Jesus Cristo dos Santos dos Últimos Dias foi estabelecida na província de Manitoba em 1897, quando um Santo dos Últimos Dias solicitou à Primeira Presidência da Igreja, através de carta, que fossem enviados missionários para a província. Os missionários realizaram inúmeros batismos no território, embora muitos dos novos adeptos tenham migrado para Alberta.
Em 1910, a primeira Escola Dominical foi organizada com 37 membros. A adesão à Igreja no distrito cresceu para 197 em 1930, incluindo as regiões de Winnipeg e Bergland. A Missão Canadá Winnipeg foi criada em 1976 com cerca de 4.200 membros em quatro distritos, incluindo Saskatchewan e Ontário. A primeira estaca criada em Manitoba foi criada em 1978.

### Atualidade
Em Manitoba vivem 4.532 Santos dos Últimos Dias. A província possui uma Missão, 12 alas e ramos, 2 Estacas e Distritos e 5 Centros de História da Família.

## Novo Brunswick

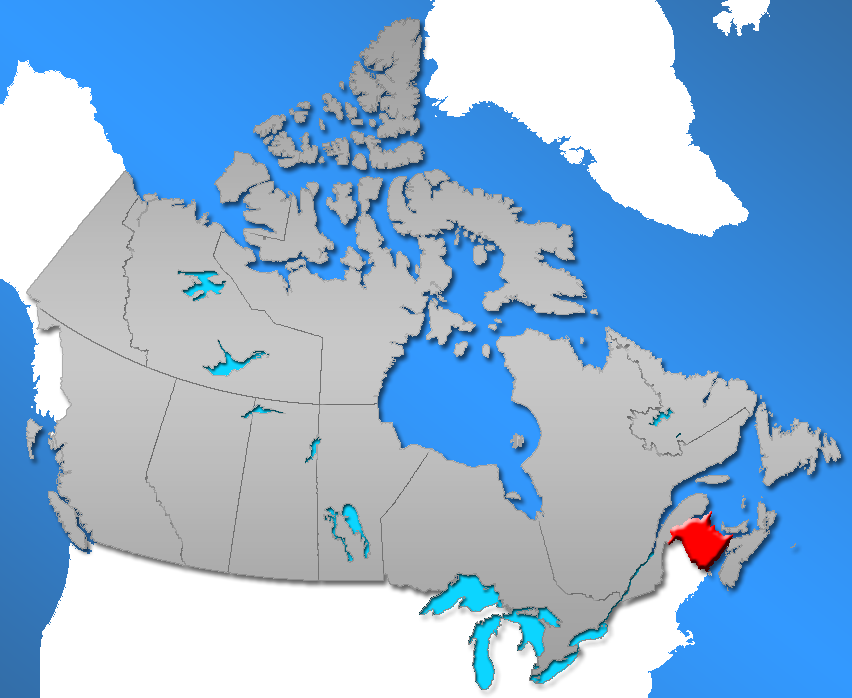
Localização de Novo Brunswick no Canadá.

### História
O trabalho missionário de A Igreja de Jesus Cristo dos Santos dos Últimos Dias, nas províncias Marítimas começou em 1833. Um missionário prealizou 0 proselitismo em São João e mais tarde em Sackville, onde ele batizou 18 pessoas e organizou o primeiro ramo (uma pequena congregação) no local. Entre os batizados em Sackville, estava Marriner W. Merrill, que mais tarde pregou extensivamente no Canadá e se tornou um proeminente líder da Igreja.
Em 1920, uma filial foi organizada em Saint John. Os membros da igreja construíram uma capela em 1954. O Poder Fredericton foi organizado em 1940, e por 1963 os membros obtiveram uma capela ali. O Poder Moncton, criado em 1966, incluiu a área Sackville, onde o primeiro ramo da Igreja foi criado. A participação neste ramo chegou a 160 pessoas em 1974. Uma Estaca (semelhante a uma diocese) foi organizada em Saint John, em 1988.

### Atualidade
Dos 749.168 habitantes da província de Novo Brunswick, 3.044 são Santos dos Últimos Dias. A província ainda possui 6 alas e ramos e 3 Centros de História da Família.

## Nova Escócia

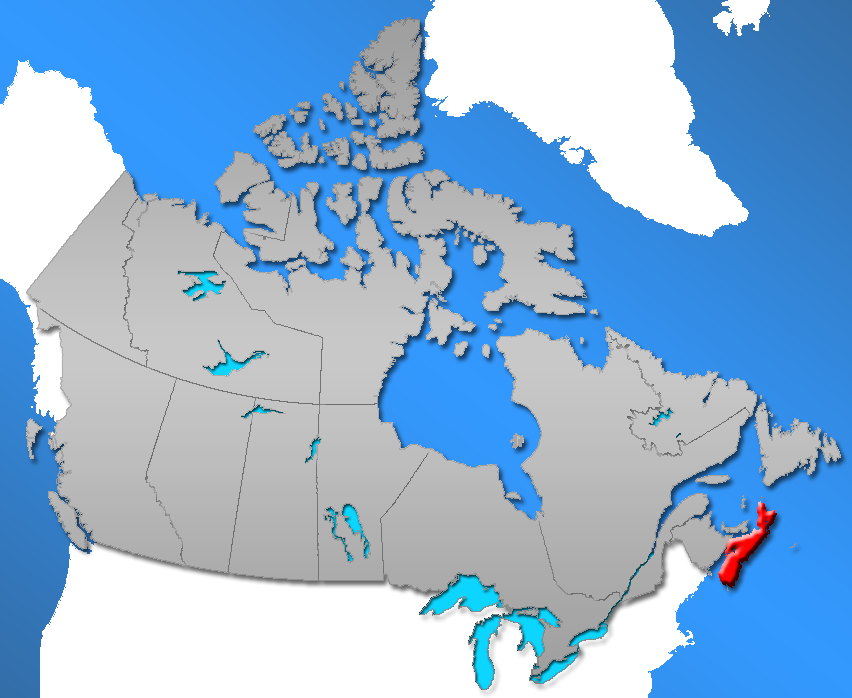
Localização de Nova Escócia no Canadá.

### História
Missionários de A Igreja de Jesus Cristo dos Santos dos Últimos Dias começaram o proselitismo nas Províncias Marítimas, em 1833, quando chegaram em Nova Escócia e Novo Brunswick. Em 1843, os missionários foram novamente enviados a Nova Escócia por Joseph Smith Jr., o primeiro Presidente da Igreja. A primeira congregação foi criada em Halifax, em 14 de novembro de 1843, tendo sido chamada "Ala Halifax". Após a criação da Ala Halifax, pequenos ramos começaram a ser criados em cidades próximas como Preston, Papas Harbour e Onslow.
Os membros da Igreja na região marítima se juntaram aos outros membros da Igreja durante a migração para o Oeste dos Estados Unidos no final de 1840 para meados dos anos 1850. Um grupo de 50 membros da Igreja (a maioria de Halifax) viajaram a bordo do navio Barca Halifax, que deixou a cidade em 12 de maio de 1855 e viajaram ao redor do Cabo Horn a San Francisco.